# Lestrimelitta
Lestrimelitta é um gênero de abelha sem ferrão encontrado no Neotrópico, de México a Brasil e Argentina, com 23 espécies conhecidas. São espécies pequenas e de cor negra brilhantes  de 4 a 7 mm de comprimento , com cabeça arredondada e reduzida cesta de pólen. Ao contrário da maioria das abelhas eusocial , elas não coletam seu próprio pólen e néctar de flores, não são polinizadores, mas invadem as colônias de outras espécies de abelhas sem ferrão e roubam suas reservas de pólen e mel (um fenômeno chamado cleptobiose). Elas não iniciam seus próprios ninhos, mas elas "expulsarão" outra colônia de abelhas sem ferrão de seu ninho (geralmente em uma cavidade de árvore) e converter o ninho preexistente para abrigar sua própria colônia.

## Taxon selecionado
- Lestrimelitta catira(Gonzalez and Griswold, 2012)
- Lestrimelitta chacoana(Roig-Alsina, 2010)
- Lestrimelitta chamelenis(Ayala, 1999)
- Lestrimelitta ciliata(Marchi and Melo, 2006)
- Lestrimelitta danuncia(Oliveira and Marchi, 2005)
- Lestrimelitta ehrhardti(Friese, 1931)
- Lestrimelitta glaberrima(Oliveira and Marchi, 2005)
- Lestrimelitta glabrata(Camargo and Moure, 1990)
- Lestrimelitta guyanensis(Roubik, 1980)
- Lestrimelitta huilensis(Gonzalez and Griswold, 2012)
- Lestrimelitta limao (Smith, 1863) –irati
- Lestrimelitta maracaia(Marchi and Melo, 2006)
- Lestrimelitta monodonta( Camargo and Moure, 1990)
- Lestrimelitta mourei(Oliveira and Marchi, 2005)
- Lestrimelitta nana(Melo, 2003)
- Lestrimelitta niitkib(Ayala, 1999)
- Lestrimelitta opita(Gonzalez and Griswold, 2012)
- Lestrimelitta rufa(Friese, 1903)
- Lestrimelitta rufipes(Friese, 1903)
- Lestrimelitta similis(Marchi and Melo, 2006)
- Lestrimelitta spinosa( Marchi and Melo, 2006)
- Lestrimelitta sulina( Marchi and Melo, 2006)
- Lestrimelitta tropica( Marchi and Melo, 2006)

## Bibiografia
- C. D. Michener (2000) The Bees of the World, Johns Hopkins University Press.